# Weyer (Familienname)
Weyer ist ein deutscher Familienname.

## Herkunft und Bedeutung
Weyer ist ein Wohnstätten- bzw. Herkunftsname für Personen, die an einem Weiher bzw. in einer Ortschaft namens Weyer wohnen.

## Varianten
- Weiher, Weyher

## Namensträger
- Adam Weyer (1928–1995), deutscher Theologe
- Angela Weyer (* 1964), deutsche Kunsthistorikerin und Denkmalpflegerin
- Anselm Weyer (* 1976), deutscher Journalist und Autor
- Bruno Weyer (1857–1936), deutscher Marineoffizier und von 1900 bis 1933 Herausgeber des Taschenbuchs der Kriegsflotten
- Dietrich von Weyer (um 1541–1604), deutscher Jurist, kurfürstlicher Rat und Agent der Republik der Sieben Vereinigten Provinzen
- Edward Moffat Weyer (1872–1964), US-amerikanischer Psychologe
- Edward Moffat Weyer, Jr. (1904–1998), US-amerikanischer Anthropologe
- Galenus Weyer (1547–1619), niederländisch-deutscher Mediziner
- Georg Daniel Eduard Weyer (1818–1896), deutscher Mathematiker und Astronom
- Hans-Hermann Weyer (1938–2023), deutscher Titelhändler (Consul Weyer)
- Heinrich Weyer (Mediziner) (um 1545–1591), niederländisch-deutscher Mediziner
- Heinrich Weyer (1928–1993), deutscher Jurist, Senatsdirektor und Datenschutzbeauftragter
- Hermann Weyer (1830–1899), deutscher Architekt und Kölner Stadtbaumeister
- Irmel Weyer (1927–2025), deutsche Ärztin und Entwicklungshelferin
- Jerry Weyer (* 1986), luxemburgischer Politiker (PPLU)
- Johann Weyer (um 1515–1588), deutscher Arzt und Gegner der Hexenprozesse
- Johann Bartholomäus von Weyer (um 1635/40–1708), römisch-katholischer Geistlicher
- Johann Peter Weyer (1794–1864), deutscher Architekt und Stadtbaumeister
- Johannes Weyer (* 1956), deutscher Soziologe
- Jost Weyer (* 1936), deutscher Chemiehistoriker und Chemiker, Universität Hamburg
- Käthe Weyer, deutsche Fußballspielerin
- Klaus Weyer (* 1945), deutscher Unternehmer
- Martin Weyer (1938–2016), deutscher Musikwissenschaftler und Organist
- Martin Weyer-Menkhoff, deutscher evangelischer Theologe und Religionspädagoge
- Maurice Constantin-Weyer (1881–1964), französischer Schriftsteller
- Paul Weyer (1887–1943), deutscher Politiker und Gewerkschaftsfunktionär (SPD, USPD, KPD)
- Peter Weyer (1879–1947), deutscher Offizier, zuletzt General der Artillerie im Zweiten Weltkrieg
- Philipp Weyer (* 1997), deutscher Speedcuber
- Sebastian Weyer (* 1997), deutscher Speedcuber
- Stephan Weyer-Menkhoff (* 1953), deutscher evangelischer Theologe
- Sylvain van de Weyer (1802–1874), belgischer Politiker
- Viktorin Weyer (1866–1939), österreichischer Benediktiner und Abt von St. Lambrecht
- Wilhelm Weyer (Polizist) (1875–1949), deutscher Polizeipräsident von Oberhausen (Rheinland)
- Wilhelm Weyer (Heimatforscher) (1891–1971), Siegerländer Heimatforscher und Pädagoge
- Willi Weyer (1917–1987), deutscher Politiker und Sport-Funktionär
- Willi Weyer (Fußballspieler)  (1918–2010), deutscher Fußballspieler